# Monika Mann

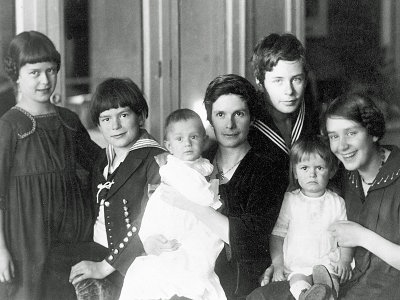
Katia Mann gyermekeivel 1919 körül (bal szélen áll Monika, mellette Golo, Michael, Klaus, Elisabeth és Erika)

Monika Mann (München, 1910. június 7. – Leverkusen, 1992. március 17.) német író, Thomas Mann és Katharina Pringsheim negyedik gyermeke, becenevén Mönle.

## Élete
Az elemi és a felsőbb leányiskola elvégzése után 1924-ben Salembe küldték a reformiskolába, ami akkoriban felkapott, elit intézménynek számított, és már Golo bátyja is ott tanult. A zene iránti tehetsége korán megmutatkozott. Jól zongorázott, zongoraművésznek készült, de nem volt kitartása, a család sem bátorította, és megszakította tanulmányait Lausanne-ban.
Fiatal éveit Párizsban, Münchenben, Frankfurtban és Berlinben töltötte, anyagi támogatást otthonról kapott. 1933-ban követte szüleit Sanary-sur-Merbe. 1934 tavaszán Firenzében Luigi Dallapiccola zongoraművész tanítványa lett. Megismerkedett Lányi Jenővel, a magyar származású művészettörténésszel, aki a korai reneszánszról írt tanulmányával már ismertté vált, és Firenzében Donatello tanulmányán dolgozott. Mussolini antiszemita törvényei miatt Londonba költöztek, ahol Lányi a Warburg Institute-ban folytathatta megkezdett munkáját. 1936 decemberében családtagjaival együtt Monikát is megfosztották német állampolgárságától, de 1938 áprilisában Zürichben letette a csehszlovák állampolgársági esküt. Lányival 1939. március 2-án kötött házasságot Londonban.
1940 augusztusában Mann közbenjárására beutazási engedélyt kaptak a kanadai kormánytól, de a Halifaxba tartó hajót szeptember 17-én elsüllyesztette egy német tengeralattjáró. Lányi Monika szeme láttára fulladt a tengerbe. Monika órákat töltött a hideg óceánban, egy angol hajó megmentette és Skóciába vitte, ahonnan október 28-án indulhatott New Yorkba. Először szüleinél lakott Princetonban, de tőlük nem kapott lelki támogatást az átélt katasztrófa feldolgozásához. A traumatizált, folyton panaszkodó Monikát egy idő után valósággal kituszkolták otthonról. Később bevallotta, hogy akkor érezte magát legjobban, amikor távol volt a családjától. 1943 és 1952 között egyedül élt New Yorkban. 1952-ben megkapta az amerikai állampolgárságot, de addigra már eldöntötte, hogy végleg visszatér Európába. Elisabeth húgával és annak családjával hagyta el az Egyesült Államokat. Genovában, Bordigherában és Rómában töltött néhány hónapot. 1953 decemberében Capri szigetére utazott, és a Villa Monaconéban talált otthonra. Harminc évig élt Antonio Spadaro halásszal kölcsönös szeretetben és egyetértésben. Rendszeresen jelentek meg cikkei svájci, német és olasz újságokban, és könyveket is írt. Antonio halála után elhagyta a szigetet, Kilchbergbe tért vissza, a családi házba. Amikor megbetegedett, Golo Leverkusenbe vitte örökbefogadott fiának családjához, ahol ellátták és haláláig ápolták.

## Válogatott írásai
- Vergangenes und Gegenwärtiges. Erinnerungen
- Der Start. Ein Tagebuch
- Tupfen im All
- Wunder der Kindheit. Bilder und Impressionen
- Der letzte Häftling. Eine wahre Legende in onore eines (letzten) Komponisten.
- Das fahrende Haus. Aus dem Leben einer Weltbürgerin.  (Interviews, Texte und Briefe) Karin Andert kiadásában jelent meg.